# Keoma
Keoma è un film italiano del 1976 diretto da Enzo G. Castellari.

## Trama
Keoma, un pistolero "mezzosangue" indiano, giunge in un vecchio accampamento militare mentre cerca di raggiungere la sua città natia. Qui incontra una vecchia che trascina un carretto: è la Morte.
Nel suo viaggio Keoma si imbatte in una carovana di pistoleri che stanno portando dei malati di peste in una miniera abbandonata, dove ammassano tutti gli infetti. Nel gruppo però c'è anche una donna incinta (Lisa) che non è malata, e gli altri appestati simulano una fuga solamente per permetterle di scappare. Tutti i malati vengono uccisi e la donna riacciuffata. Keoma però assiste alla scena, e libera la donna, ferendo un pistolero e uccidendone un altro. Appena giungono in paese tutti riconoscono la donna, moglie di un appestato, ma Keoma riesce a farle avere lo stesso una camera al saloon, togliendola ad una prostituta.
Prima di addormentarsi la donna spiega a Keoma che anni prima Caldwell, un ufficiale dell'esercito, ha obbligato con la forza tutti i contadini a svendere i loro terreni in suo favore, ed ora spadroneggia per la città. Nel paese Keoma incontra anche un suo vecchio amico, George, che oramai è diventato un ubriacone. Successivamente si reca nella sua vecchia casa, dove incontra suo padre. Questi lo accoglie e gli rivela che i suoi tre fratellastri, che l'hanno sempre odiato perché figlio di una indiana, si sono alleati a Caldwell. Il padre gli dice anche che vorrebbe fare qualcosa per ristabilire l'ordine in città, ma oramai è vecchio e non vuole mettersi contro i propri figli.
Intanto in paese gli uomini di Caldwell rapiscono di nuovo la donna per portarla alla miniera, e pestano George che prova a difenderla. Venuto a sapere dell'accaduto Keoma si reca alla miniera, dove trova i suoi tre fratelli - Butch, Sam e Lenny - insieme a Caldwell, che gli offre lavoro. Keoma rifiuta, e riporta la donna in città, dal dottore. Lì però lo raggiungono i suoi fratelli, per convincerlo a lasciare la città. Keoma li sfida a fare a pugni uno alla volta, ed uno alla volta li batte, umiliandoli davanti a tutti. Caldwell non può sopportare che il suo potere venga messo in discussione, e la sera stessa "licenzia" i tre fratelli e organizza un vero e proprio linciaggio in città. Keoma, approfittando del buio, riesce però a scappare con la donna, grazie anche all'aiuto del padre.
Intanto George e il dottore sono riusciti a portare in città dei farmaci contro la peste, ma Caldwell non vuole che vengano distribuiti. Keoma allora lascia la donna e suo padre in una grotta, e torna in città. Qui inizialmente ha la meglio sugli uomini di Caldwell, ma Caldwell fa uccidere George e prende in ostaggio il padre, accorso in suo aiuto, minacciandolo di morte. Keoma si arrende, ma Caldwell non tiene fede ai patti e uccide ugualmente il padre. È la scena più carica di tensione dell'intero film (accentuata dalla triste musica) che mostra fino all'ultimo l'incrociarsi degli ultimi sguardi tra padre e figlio prima dell'esplosione del colpo che li separerà per sempre. Cieco di rabbia, Keoma si libera della presa degli uomini che lo avevano catturato e assale Caldwell tentando di strangolarlo, ma gli uomini sopraggiungono nuovamente, lo malmenano e lo legano alla ruota di un carro.
Subito dopo arrivano i tre Shannon che vendicano il genitore uccidendo Caldwell e alcuni suoi sgherri e si impadroniscono del paese, lasciando il fratellastro appeso alla ruota - in quanto da loro considerato il vero responsabile della morte del padre - e dicendo che sarà un giudice federale a giudicare la sua colpa. Quella notte però Lisa torna in città e libera Keoma, che la porta al vecchio accampamento militare. Qui la Morte fa da levatrice alla donna, mentre i tre fratelli, scoperta la fuga, lo raggiungono all'accampamento.
Il duello finale tra Keoma e i suoi fratelli si svolge tra le grida della donna partoriente. Keoma uccide i propri fratelli, mentre la donna partorisce e muore tra i dolori del parto. La Morte vuole dare il bambino a Keoma, dicendogli che ha bisogno di lui, ma Keoma va via urlandole che il bambino è un uomo libero, e chi è libero non ha bisogno di niente.

## Produzione
Il regista ha dichiarato in una intervista:
(Enzo G. Castellari)

## Colonna sonora
Nel film il brano Keoma, composto da Guido e Maurizio De Angelis su testo di Susan Duncan-Smith e Cesare De Natale, è interpretato dalla cantante Sibilla insieme allo stesso Guido De Angelis.

## Distribuzione
Nel 2007 il film è stato proiettato alla Mostra Internazionale d'Arte Cinematografica di Venezia del 2007, all'interno della retrospettiva sugli spaghetti-western.
Il film è conosciuto all'estero come:
- Desperado (USA)
- Django Rides Again (USA)
- Django's Great Return (USA)
- Keoma (Brasile)
- Coolman Keoma (Germania Ovest)
- Keoma - Ein Mann wie ein Tornado (Germania Ovest)
- Keoma - Melodie des Sterbens (Germania Ovest)
- Caramba! (Finlandia)
- Keoma - han kom för att hämnas (Svezia)
- Med Satan i hälarna (Svezia)

## Accoglienza

### Critica

Keoma mentre viene liberato da Lisa

Considerato dal regista come il proprio miglior film, è forse l'ultimo grande western all'italiana e rappresenta comunque il compendio e il canto del cigno del genere. Il crepuscolo del western trova esplicita allusione nella stessa vicenda del protagonista, nel suo essere "un giustiziere non richiesto, un messia (e in quanto tale crocefisso nel finale).". Appaiono evidenti, nell'esibizione della violenza, ma anche nel montaggio serrato, le influenze di Peckinpah.
Pur ripercorrendo tutte le convenzioni del genere, il regista le filtra attraverso una visione originale. Nella descrizione di una società malata, "marcia" ("Questo mondo è marcio" afferma il protagonista) si può scorgere l'influenza delle sue precedenti esperienze alla regia di polizieschi. Singolari appaiono anche alcune scelte narrative, quali la personificazione, in una vecchia, della figura della morte, con la quale il protagonista si trova ripetutamente a colloquiare e la partecipazione fisica di Keoma ad eventi della propria gioventù, evocati nella memoria.